# Русија на Светском првенству у атлетици на отвореном 2015.
Русија је на Светском првенству у атлетици на отвореном 2015. одржаном у Пекингу од 22. до 30. августа, учествовала дванаести пут, односно учествовала је под данашњим именом на свим првенствима од 1993. до данас. Репрезентацију Русије представљала су 64 такмичара (28 мушкараца и 36 жена) у 35 дисциплина (16 мушких и 19 женских).,
Након завршетка свог националног првенстава 5. августа, Русија је одредила репрезентацију за Светско првенство. Од 6 појединачних светских првака из 2013. скакач удаљ Александар Мењков је једини Рус који ће бранити титулу. У репрезентацији ће бити и 3 актуелна олимпијска победника: Иван Ухов и Ана Чичерова скакачи увис и Наталија Антјух 400 м препоне. Остала врхунска имена укључују европског првака на 110 м препоне Сергеја Шубенкова и и светске прваке у дворани троскокаше Љукмана Адамса и Јекатерину Коневу.
На овом првенству Русија је освојила четири медаље (две златне и по једну сребрну и бронзану). Овим успехом Руска атлетска репрезентација је у укупном пласману освајача медаља освојила је 9. место од 43 земље које су освајале медеље.. Поред тога оборена су 2 национална и 13 личних рекорда и постигнуто 7 најбољих личних резултата сезоне.
У табели успешности (према броју и пласману такмичара који су учествовали у финалним такмичењима (првих 8 такмичара)) Русија је са 14 учесника у финалу заузела 10. место са 60 бодова.  По овом основу бодове су добили представници 68 земаља од 207 земаља које су учествовале на првенству.
| Плас. | Земља  | 1. место | 2. место | 3. место | 4. место | 5. место | 6. место | 7. место | 8. место | Бр. финал. | Бод. |
| ----- | ------ | -------- | -------- | -------- | -------- | -------- | -------- | -------- | -------- | ---------- | ---- |
| 10.   | Русија | 2        | 1        | 1        | 2        | 3        | 1        | 2        | 2        | 14         | 60   |

## Учесници
| Дисциплина       | Спортисти                                                                         | Спортисти                                                                                |
| Дисциплина       | Мушкарци                                                                          | Жене                                                                                     |
| ---------------- | --------------------------------------------------------------------------------- | ---------------------------------------------------------------------------------------- |
| 200 м            | -                                                                                 | Јекатерина Смирнова Ана Кзкушкина                                                        |
| 400 м            | Павел Ивашко                                                                      | Јекатерина Ренжина Надежда Котљарова Марија Михајљук                                     |
| 800 м            | Константин Толокоников                                                            | Јевгенија Суботина                                                                       |
| 1.500 м          | -                                                                                 | Ана Шчагина Татјана Томашова                                                             |
| 5.000 м          | -                                                                                 | Гулшат Фазлитдинова Јелена Коропкина                                                     |
| Маратон          | Алексеј Реунков                                                                   | Алина Прокопева                                                                          |
| 100 м препоне    | —                                                                                 | Јекатерина Галицка Нина Морозова                                                         |
| 110 м препоне    | Сергеј Шубенков                                                                   | —                                                                                        |
| 400 м препоне    | Денис Кудрјавцев Тимофеј Чали Иван Шаблујев                                       | Вера Рудакова                                                                            |
| 3.000 м препреке | Илгизар Сафиулин Николај Чавкин                                                   | Наталија Аристархова Јекатерина Досејкина Људмила Лебедева                               |
| 20 км ходање     |                                                                                   | Светлана Васиљева                                                                        |
| 50 км ходање     | Александар Јаргункин                                                              | -                                                                                        |
| 4 x 100 м        | -                                                                                 | Јелисавета Демирова Ана Кукушкина² Марина Паталејева Ксенија Рижова Јекатерина Смирнова² |
| 4 x 400 м        | Павел Ивашко² Павел Тренклин Артем Денмухаметов Денис Алексејев Денис Кудрјавцев² | Ксенија Аксјонова Надежда Котљарова² Марија Михаљук² Јекаретина Режина² Ксенија Задорина |

| Дисциплина     | Спортисти                                       | Спортисти                                        |
| Дисциплина     | Мушкарци                                        | Жене                                             |
| -------------- | ----------------------------------------------- | ------------------------------------------------ |
| Скок увис      | Иван Ухов Данил Цуплаков                        | Ана Чичерова Марија Кучина                       |
| Скок мотком    | Иван Гертлејн Георгиј Горохов Александар Грипич | Анжелика Сидорова                                |
| Скок удаљ      | Александар Мењков Сергеј Пољански               | Дарија Клишина Јулија Пидлужна Јелена Соколова   |
| Троскок        | Љукман Адамас Дмитриј Сококин                   | Јекатерина Конева                                |
| Бацање кугле   | Александар Лесној Максим Сидоров                | -                                                |
| Бацање диска   | —                                               | Јулија Малцева Јелена Панова Јекатерина Строкова |
| Бацање кладива | Сергеј Литвинов                                 | -                                                |
| Бацање копља   | Валериј Јордан Дмитриј Тарабин                  | Марија Абакумова Вира Ребрик                     |
| Седмобој       | —                                               | Љубов Ткач                                       |
| Десетобој      | Иља Шкурењов                                    | —                                                |

## Освајачи медаља

### Злато (2)
1. Марија Кучина — скок увис
2. Сергеј Шубенков — 110 м препоне

### Сребро (1)
1. Денис Кудрјавцев — 400 м препоне

### Бронза (1)
1. Ана Чичерова — скок увис

## Резултати

### Мушкарци
| Атлетичар                                                                          | Дисциплина       | Лични рекорд | Квалификације | Квалификације | Полуфинале           | Полуфинале           | Финале               | Финале        | Детаљи |
| Атлетичар                                                                          | Дисциплина       | Лични рекорд | Резултат      | Место         | Резултат             | Место                | Резултат             | Место         | Детаљи |
| ---------------------------------------------------------------------------------- | ---------------- | ------------ | ------------- | ------------- | -------------------- | -------------------- | -------------------- | ------------- | ------ |
| Павел Ивашко                                                                       | 400 м            | 45,46        | 45,25 ЛР      | 5. у гр, 1    | Није се квалификовао | Није се квалификовао | Није се квалификовао | 25. / 44 (45) |        |
| Константин Толокоников                                                             | 800 м            | 1:45,76      | 1:46,07       | 4. у гр. 4 кв | 1:48,32              | 4. у гр. 2           | Није се квалификовао | 18. /44 (45)  |        |
| Алексеј Реунков                                                                    | маратон          | 2:09:54      |               |               |                      |                      | 2:18:12              | 17. / 42 (68) |        |
| Сергеј Шубенков                                                                    | 110 м препоне    | 13,06 НР     | 13,31         | 3. у гр. 4 КВ | 13,09                | 1. у пф. 1 КВ        | 12,98 НР             |               |        |
| Денис Кудрјавцев                                                                   | 400 м препоне    | 48,66        | 48,51 ЛР      | 1. у гр. 5 КВ | 48,23 ЛР             | 1 у пф. 2 КВ         | 48, 05 НР            |               |        |
| Тимофеј Чали                                                                       | 400 м препоне    | 48,69        | 49,05 ЛРС     | 2 у гр. 1 КВ  | 48,69 =ЛР            | 3 у гр. 1            | Није се квалификовао | 10. / 40 (44) |        |
| Иван Шаблујев                                                                      | 400 м препоне    | 49,04        | 49,56         | 5. у гр. 4    | Није се квалификовао | Није се квалификовао | Није се квалификовао | 26. / 40 (44) |        |
| Илгизар Сафиулин                                                                   | 3.000 м препреке | 8:28,65      | 8:39.58       | 9. у гр. 2    |                      |                      | Није се квалификовао | 16. / 38 (42) |        |
| Николај Чавкин                                                                     | 3.000 м препреке | 8:22,81      | 8:51,22       | 9. у гр. 1    | 27. / 38 (42)        |                      | Није се квалификовао |               |        |
| Павел Ивашко² Павел Тренклин Артем Денмухаметов Денис Алексејев Денис Кудрјавцев*² | 4 х 400 м        | 2:58,06 НР   | 2:59,45 НРС   | 4. у гр. 1    |                      |                      | 3:03,05              | 8. /16        |        |
| Александар Јаргункин                                                               | 50 км ходање     | 3:42:26      |               |               |                      |                      | НС                   | НС            |        |
| Иван Ухов                                                                          | Скок увис        | 2,41 НР      | 2,26          | 14 у гр. А    |                      |                      | Није се квалификовао | 24. /39 (41)  |        |
| Данило Цуплаков                                                                    | Скок увис        | 2,33         | 2,29 кв       | 5. у гр. Б    | 2,29                 | 5. /39 (41)          |                      |               |        |
| Александар Грипич                                                                  | Скок мотком      | 5,75         | 5,65          | 7 у гр Б      | Није се квалификовао | 17. / 33 (34)        |                      |               |        |
| Иван Гертлејн                                                                      | Скок мотком      | -            | 5,70 ЛР       | 6. у гр. А КВ | БП                   | БП                   |                      |               |        |
| Георгиј Горохов                                                                    | Скок мотком      | 5,65         | 5,65 =ЛР      | 10 у гр. Б    | Није се квалификовао | 23. / 33 (34)        |                      |               |        |
| Александар Мењков                                                                  | Скок удаљ        | 8,56 НР      | 8,08          | 3. у гр. А кв | 8,02                 | 6 / 28 (32)          |                      |               |        |
| Сергеј Пољански                                                                    | Скок удаљ        | 8,20         | 8,06          | 6 у гр. Б кв  | 7,97                 | 8 / 28 (32)          |                      |               |        |
| Љукман Адамс                                                                       | Троскок          | 17,53        | 16,85         | 3. у гр. Б    | 17,28                | 5. / 27/28           |                      |               |        |
| Дмитриј Сорокин                                                                    | Троскок          | 17,29        | 16,99         | 4. у гр. А    | 16,99                | 7. /27 (28)          |                      |               |        |
| Александар Лесној                                                                  | Бацање кугле     | 21,40        | 19,78         | 10. гр. А     | Није се квалификовао | 16. / 28 (31)        |                      |               |        |
| Максим Сидоров                                                                     | Бацање кугле     | 21,51        | 19,35         | 11. у гр. Б   | Није се квалификовао | 22. / 28 (31)        |                      |               |        |
| Сергеј Литвинов                                                                    | Бацање кладива   | 80,98        | 76,79         | 1. у гр. Б кв | 77,24 ЛРС            | 5. / 30              |                      |               |        |
| Валериј Јордан                                                                     | Бацање копља     | 83,56        | 73,43         | 17 у гр. Б    | Није се квалификовао | 32. / 33             |                      |               |        |
| Дмитриј Тарабин                                                                    | Бацање копља     | 88,84        | 77,48         | 12 у гр. А    | Није се квалификовао | 28. / 32             |                      |               |        |

- Атлетичари у штафетама означени звездицама били су резерве и нису учествовали у финалу, а означени бројем 2 су учествовали и у некој од појединачних дисциплина.

Десетобој
| Дисциплина    | Иља Шкурењов | Иља Шкурењов | Иља Шкурењов | Иља Шкурењов | Иља Шкурењов | Иља Шкурењов |
| Дисциплина    | Лич. рек.    | Резултат     | Бод.         | Плас.        | Укупно       | Плас.        |
| ------------- | ------------ | ------------ | ------------ | ------------ | ------------ | ------------ |
| 100 м         | 10,91        | 11,05 ЛРС    | 858          | 17.          |              |              |
| Скок удаљ     | 7,78д        | 7,50         | 935          | =10.         | 1.793        | 12.          |
| Бацање кугле  | 14,24        | 14,09        | 734          | 17.          | 2.527        | 13.          |
| Скок увис     | 2,11д        | 2,10         | 896          | 6.           | 3.423        | 8.           |
| 400 м         | 48,39        | 47,88 ЛР     | 915          | 8.           | 4.338        | 9            |
| 110 м препоне | 14,02        | 14,27        | 940          | 8.           | 5.278        | 8.           |
| Бацање диска  | 46,04        | 44,53        | 757          | 8.           | 6.035        | 6.           |
| Скок мотком   | 5,40         | 5,20         | 972          | 2.           | 7.007        | 4.           |
| Бацање копља  | 63,58        | 60,99 ЛРС    | 753          | 10.          | 7,760        | 4.           |
| 1500 м        | 4:28,69      | 4:24,98 ЛР   | 778          | 5.           | 8.538        | 4.           |
| Десетобој     | 8.498        |              |              |              | 8.538 ЛР     | 4. / 22 (29) |

### Жене
| Атлетичарка                                                                                | Дисциплина       | Лични рекорд | Квалификације      | Квалификације      | Полуфинале            | Полуфинале            | Финале                | Финале             | Детаљи |
| Атлетичарка                                                                                | Дисциплина       | Лични рекорд | Резултат           | Место              | Резултат              | Место                 | Резултат              | Место              | Детаљи |
| ------------------------------------------------------------------------------------------ | ---------------- | ------------ | ------------------ | ------------------ | --------------------- | --------------------- | --------------------- | ------------------ | ------ |
| Јекатерина Смирнова                                                                        | 200 м            | 23,04        | 23,39              | 5. у гр. 6         | Није се квалификовала | Није се квалификовала | Није се квалификовала | 41. / 49 (51)      |        |
| Ана Кукушкина                                                                              | 200 м            | 23,19        | 23.47              | 7. у гр. 1         | Није се квалификовала | Није се квалификовала | Није се квалификовала | 44. / 49 (51)      |        |
| Јекатерина Ренжина                                                                         | 400 м            |              | 51,55              | 3 у гр. 6 КВ       | 51,49 ЛР              | 6 у гр. 2             | Није се квалификовала | 17 / 41 (42)       |        |
| Надежда Котљарова                                                                          | 400 м            | 52,73        | 51,42 ЛР           | 3. у гр. 4 КВ      | 51,86                 | 6 у пф. 1             | Није се квалификовала | 18 / 41 (42)       |        |
| Марија Михајљук                                                                            | 400 м            | 49,80        | 52,16              | 4 у гр. 3          | Није се квалификовала | Није се квалификовала | Није се квалификовала | 29 / 41 (42)       |        |
| Јевгенија Суботина                                                                         | 800 м            | 1:59,45      | 2:01,50            | 5 у гр. 3          | Није се квалификовала | Није се квалификовала | Није се квалификовала | 29 / 44 (45)       |        |
| Ана Шчагина                                                                                | 1.500 м          | 4:05,35      | 4:05,78            | 6. у гр. 1 КВ      | 4:17,82               | 9 у пф. 1             | Није се квалификовала | 20. / 33 (35)      |        |
| Татјана Томашова                                                                           | 1.500 м          | 3:59,61 РСП  | 4:10,79            | 4. у гр. 2 КВ      | 4:08,72               | 6. у гр. 2 кв         | 4:14,18               | 10. / 33 (35)      |        |
| Јелена Наговицина                                                                          | 5.000 м          | 15:02,80     | Није завршила трку | Није завршила трку | Није завршила трку    | Није завршила трку    | Није завршила трку    | Није завршила трку |        |
| Гулшат Фазлитдинова                                                                        | 5.000 м          | 15:18,88     | 15:48,44           | 10 у гр. 1         |                       |                       | Није се квалификовала | 17. / 24 (27)      |        |
| Јекатерина Галицка                                                                         | 100 м препоне    | 12,78        | 13,14              | 4. у гр. 1 КВ      | Није завршила трку    | Није завршила трку    | Није завршила трку    | Није завршила трку |        |
| Нина Морозова                                                                              | 100 м препоне    |              | 13,06              | 5. у гр. 2 кв      | 12,91                 | 4 у пф. 3             | Није завршила трку    | 13. / 37           |        |
| Вера Рудакова                                                                              | 400 м препоне    | 55,55        | 55,76              | 3 у гр. 4 КВ       | 56,41                 | 7. у пф. 1            | Није се квалификовала | 20. / 35 (38)      |        |
| Јекатерина Досејкина                                                                       | 3.000 м препреке | 9:35,28      | 10:13,26           | 15 у гр 2          |                       |                       | Није се квалификовала | 41. / 42 (45)      |        |
| Људмила Лебедева                                                                           | 3.000 м препреке | 9:36,56      | 9:58,65            | 11. у гр. 1        | 36. / 42 (45)         |                       | Није се квалификовала |                    |        |
| Наталија Аристархова                                                                       | 3.000 м препреке | 9:30,64      | 10:02,79           | 12. у гр. 3        | 38. / 42 (45)         |                       | Није се квалификовала |                    |        |
| Алина Прокопева                                                                            | Маратон          | 2:29:18      |                    |                    |                       |                       | 2:32:44               | 15 / 52 (67)       |        |
| Марина Паталејева Ксенија Рижова Јелисавета Демирова Ана Кукушкина² Јекатерина Смирнова*²  | 4 х 100 м        | 41,49 НР     | 43,09              | 4. у гр. 1 кв      |                       |                       | Нису завршиле трку    | Нису завршиле трку |        |
| Ксенија Аксјонова Надежда Котљарова* Марија Михаљук²* Јекаретина Режина² Ксенија Задорина² | 4 х 400 м        | 3:18,38 НР   | 3:23,75 ЛРС        | 3. у гр. 1         | 3:24,84               | 4. /16                |                       |                    |        |
| Ана Чичерова                                                                               | Скок увис        | 2,07 НР      | 1,92               | =1. у гр. А        | 2,01                  |                       |                       |                    |        |
| Марија Кучина                                                                              | Скок увис        | 2,00         | 1,92               | =1 у гр. Б         | 2,01                  |                       |                       |                    |        |
| Анжелика Сидорова                                                                          | Скок мотком      | 4,80д        | 4,55               | 4. у гр. Б кв      | БП                    | БП                    |                       |                    |        |
| Дарија Клишина                                                                             | Скок удаљ        | 7,05         | 6,71               | 4. у гр. А кв      | 6,65                  | 10. / 31 (34)         |                       |                    |        |
| Јулија Пидлужна                                                                            | Скок удаљ        | 6,87         | 6,57               | 9. у гр. Б         | Није се квалификовала | 16. / 31 (34)         |                       |                    |        |
| Јелена Соколова                                                                            | Скок удаљ        | 7,07         | 6,44               | 12 у гр. А         | Није се квалификовала | 23. / 31 (34)         |                       |                    |        |
| Јекатерина Конева                                                                          | Троскок          | 15,04        | 14,12              | 4. у гр. А кв      | 14,37                 | 7. / 27 (28)          |                       |                    |        |
| Јекатерина Строкова                                                                        | Бацање диска     | 65,78        | 59,32              | 9. у гр. б         | Није се квалификовала | 17. / 31              |                       |                    |        |
| Јелена Панова                                                                              | Бацање диска     | 63,22        | 60,21              | 8. у гр. А         | Није се квалификовала | 15. / 31              |                       |                    |        |
| Јулија Малцева                                                                             | Бацање диска     | 63,48        | 57,08              | 13. у гр. А        | Није се квалификовала | 25. / 31              |                       |                    |        |
| Марија Абакумова                                                                           | Бацање копља     | 71,99 НР     | 56,08              | 15. у гр. Б        | Није се квалификовала | 30 / 32               |                       |                    |        |
| Вера Ребрик                                                                                | Бацање копља     | 66,86        | 59,67              | 13. у гр. А        | Није се квалификовала | 23. / 32              |                       |                    |        |

- Атлетичарке у штафетама означени звездицама нису учествовали у финалној трци штафета, а означене бројем ² су учествовале и у некој од појединачних дусциплина.

Седмобој
| Дисциплина    | Љубов Ткач | Љубов Ткач | Љубов Ткач | Љубов Ткач | Љубов Ткач | Љубов Ткач   |
| Дисциплина    | Лич. рек.  | Резултат   | Бод.       | Плас.      | Укупно     | Плас.        |
| ------------- | ---------- | ---------- | ---------- | ---------- | ---------- | ------------ |
| 100 м препоне | 14,59      | 15,05      | 835        | 31.        |            |              |
| Скок увис     | 1,81д      | 1,74       | 903        | 26.        | 1.738      | 32.          |
| Бацање кугле  | 14,81      | 13,99      | 793        | 10.        | 2.531      | 28.          |
| 200 м         | 24,22      | 24,64      | 920        | 16.        | 3.451      | 26.          |
| Скок удаљ     | 6,08       | 6,01       | 853        | 21.        | 4.304      | 24.          |
| Бацање копља  | 45,85      | 38,34      | 635        | 26.        | 4.939      | 24.          |
| 800 м         | 2:16,35    | 2:22,50    | 790        | 22.        |            |              |
| Седмобој      | 6.151      |            |            |            | 5,729      | 23 / 28 (36) |